# Spulerina catapasta
Spulerina catapasta är en fjärilsart som beskrevs av Lajos Vári 1961. Spulerina catapasta ingår i släktet Spulerina och familjen styltmalar. Inga underarter finns listade i Catalogue of Life.